# Alexăndrel
Alexandru al II-lea al Moldovei, numit și Alexăndrel (în poloneză Olehno; n. 17 august 1438 – d. 26 august 1455) a fost domnul Moldovei de trei ori. Prima domnie și-a început-o cândva înainte de sfârșitul lui decembrie, anul 1448 și a durat până pe 12 octombrie 1449; a doua oară, a domnit între 24 februarie 1452 - 22 august 1454; și ultima domnie și-a început-o cândva înainte de 8 februarie 1455 și a durat până pe 25 mai 1455.

## Biografie

### Istoricul familiei
Fiul lui Iliaș I al Moldovei și al prințesei Mariei Holszańska a Lituaniei, Alexăndrel s-a născut la 17 august 1438, fiind fratele lui Roman al II-lea. Prin mama lor, frații erau veri cu regele Poloniei, Cazimir al IV-lea.
Domniile lui Alexăndrel s-au desfășurat în contextul încercărilor de influențare ale Uniunii statale polono-lituaniene și Ungariei în teritoriul moldovean prin impunerea și sprijinirea pretendenților la coroană, iar domnitorul, fiind susținut de regele Poloniei datorită rădăcinilor sale materne, devine vasal acestuia.

### Prima domnie (februarie – 12 octombrie 1449)
Fratele lui Alexăndrel, Roman, fusese înlăturat de la tron de către Petru al III-lea care, căsătorit cu o soră a lui Iancu de Hunedoara, a primit sprijin de la acesta. După moartea lui Petru înainte de 10 octombrie 1448, Ciubăr Vodă domnește aproximativ două luni, până la sfârșitul lui decembrie 1448, Alexăndrel urmând, apoi, la domnie. 
În această perioadă, el a acordat privilegii negustorilor sași din Brașov și Țara Bârsei. A făcut și contribuții religioase mânăstirilor Neamț, Moldovița, Bistrița și Mitropoliei Sucevei. În domeniul politicii externe, a acordat ajutor militar Poloniei în războaiele cu tătarii. 
În lupta de la Tămășeni (lângă râul Siret, la nordul localității Roman) de pe 12 octombrie 1449, Bogdan al II-lea, ajutat de Iancu de Hunedoara, îl învinge pe Alexandru și îi ia tronul. În timpul luptei, boierii guvernatori ai lui Alexăndrel, Oancea Logofătul și Costea Andronic sunt uciși, iar familia domnitorului se retrage în orașul Szambor de pe teritoriul polonez. Cetatea Hotinului rămâne, însă, sub conducerea lui Alexăndrel, până în vara anului 1450.

### A doua domnie (24 februarie 1452 – 22 august 1454)
Între primele luni ale anului 1450 polonezii și oamenii lui Alexăndrel au desfășurat o campanie militară de recucerire a Moldovei care, însă, dă greș.
Voievodul Bogdan semnează, la 11 februarie, o alianță cu Iancu de Hunedoara, recunoscându-l pe acesta ca unic protector al său. Acest act forțează Polonia să acționeze pentru a-și restabili sfera de influență în Moldova.
În cadrul consiluilui de coroană de la data de 9 martie, regele Cazimir respinge propunerea unor sfetnici de a anexa definitiv Moldova, optând , în schimb, pentru reînscăunarea lui Alexăndrel și menținerea acesteia ca un stat tampon între Polonia și Imperiul Otoman pentru evitarea posibilelor complicații ce ar fi apărut în cazul învecinării acestor țări.

#### Invazia Moldovei
Pe 24 iunie, forțe poloneze sub comanda starostelui Liovului, P. Odrowasz și castelanului Sandomirului P. Koniecpolski, precum și trupe din Podolia conduse de Diedrich Buczacki s-au mobilizat din Liov, alăturându-li-se și mica armată a lui Alexăndrel condusă de boierul Manoil, starostele cetății Hotinului, invadând nordul Basarabiei.
Bogdan folosește tactica pământului pârjolit, a hărțuirii continue și a atragerii trupelor inamice înspre interiorul țării, întâlnindu-se cu armata polonă la confluența pârâului Butnariu, cu râul Bârlad, unde, pe 5 septembrie 1450, Bogdan va termina negocierea păcii cu Polonia, condițiile căreia erau:
- Domnia lui Bogdan avea să dureze până în 1453;
- Bogdan trebuia să plătească lui Alexăndrel 50.000 de florini anual, pentru întreținerea acestuia;
- Moldova trebuia să plătească Poloniei anual un tribut de 7000 de galbeni.

Deși acceptă tratatul, fapt ce determinase începerea retragerii polone, în dimineața zilei următoare, pe o zonă împădurită de pe câmpia Crasnei (situată la confluența râului Crasna cu râul Bârlad), lovește pe la spate oastea Poloniei, decimând-o. Trupele moldovenești ale lui Alexăndrel, care nu luaseră parte la bătălie, au permis retragerea în siguranță a puținelor trupe poloneze rămase în viață.
Bogdan a fost ucis în 15 octombrie 1451 de către fratele său vitreg, Petru Aron. Petru negociase cu tutorii lui Alexăndrel reînscăunarea lui și împărțirea Moldovei între sine și Alexandru, dar apoi nu mai ține înțelegerea. Majoritatea boierilor Moldovei trec de partea lui Alexăndrel și îl ridică din nou ca domnitor, exilându-l pe Petru Aron.
Pentru a se împrieteni cu Iancu de Hunedoara, în ziua de 17 februarie 1453, Alexăndrel i-a trimis o scrisoare în care îl înștiința că va porni la război cu otomanii, împreună cu el, în semn de „unitate creștină”. În paralel, a redepus jurământul de credință în fața regelui Poloniei.
Cu toate acestea, peste doi ani, unii dintre boieri, dezamăgiți de comportamentul „stricat” al domnitorului, care începuse „a-și face dușmani din cei mai buni apărători al lui”, au trecut de partea lui Petru Aron, care s-a înscăunat, astfel, a doua oară.

### A treia domnie (februarie – 25 martie 1455) și moartea
Ultima domnie a lui Alexăndrel a fost foarte scurtă, aceasta durând doar câteva zile, terminându-se cu înfrângerea sa de către Petru Aron la Moghilău pe data de 25 martie. Fostul domnitor se retrage apoi la Cetatea Albă, unde, la 3 luni după exilare, pe 25 mai, moare, otrăvit. Se crede că este înmormântat acolo. 

## Moștenirea

Monedă emisă în timpul domniei lui Alexăndrel. Avers: „GROȘ ALEXANDRA” Revers: „VOEVODAG”

O schimbare semnificativă pentru cultura Moldovei înfăptuită de către Alexăndrel a fost înlocuirea alfabetului latin folosit de moldoveni cu cel chirilic, îndemnat de Mitropolitul Teoctist I, ca răspuns la rezultatele Conciliului de la Florența. Dimitrie Cantemir relatează (confundându-l pe Alexăndrel cu Alexandru cel Bun) în „Descrierea Moldovei”:
„Înainte de soborul de la Florența, Moldovenii scriau cu literele latinești, după pilda tuturor celorlalte popoare, a căror limbă este alcătuită din limba romanilor; iar apoi, unindu-se la acest sobor Mitropolitul Moldovei cu Latinii, urmașul său, Teoctist Bulgarul, diaconul lui Marcu al Efesului, pentru ca să lipsească aluatul Latinilor din Biserica moldovenească, ca să ridice putința tinerilor de a citi amăgirile lor, a îndemnat pe Domnul Alexandru cel Bun, ca nu numai pe oamenii cei ce aveau cugete străine de credința pravoslavnică, ci încă și literele latine să le lipsească din țara sa și să primească în locul lor pe cele slavone...”
Emisiunile monetare din vremea lui Alexăndrel au fost, în consecință, primele din Moldova care au avut legenda în slavonă. Deoarece Mitropolitul Teoctist a fost înscăunat la Mitropolia Moldovei în 1453, schimbarea a avut loc fie în timpul celei de-a doua domnii a lui Alexăndrel, fie în cea de-a treia.